# Taihō (porte-avions)
Le Taihō (大鳳) était un porte-avions construit durant la Seconde Guerre mondiale pour la marine impériale japonaise. Lancé le 7 mars 1944, il est coulé trois mois plus tard lors de la bataille de la mer des Philippines.

## Conception
Le Taihō est mis sur cale le 10 juillet 1941 et bénéficie de l'expérience acquise lors des chantiers précédents. Visuellement, il rappelle les porte-avions de la classe Illustrious britannique.
Il est doté dès l'origine d'un pont d'envol blindé. Le poids supplémentaire de ce blindage a entraîné la suppression d'un pont au niveau du hangar par rapport au modèle précédent, la classe Shōkaku, et donc une capacité de transport d'avions inférieure d'un tiers environ, soit 53 avions seulement.

### Armements
Il est doté de 12 canons antiaériens de 100 mm, en six tourelles doubles, positionnées de part et d'autre du pont d'envol, trois sur chaque bord. 
Il emporte encore 51 canons antiaériens de 25 mm Type 96, en dix-sept affûts triples. Deux à la poupe, à l'extrémité du pont d'envol, huit sur bâbord et sept sur tribord. Ils étaient tous installés sur des passerelles extérieures et à un niveau inférieur au pont d'envol, à part pour l'affut positionné devant l'îlot.

### Radars
Il est doté à sa mise en service de radars de veille aérienne, deux de Type 21 et un de Type 13.

## Histoire

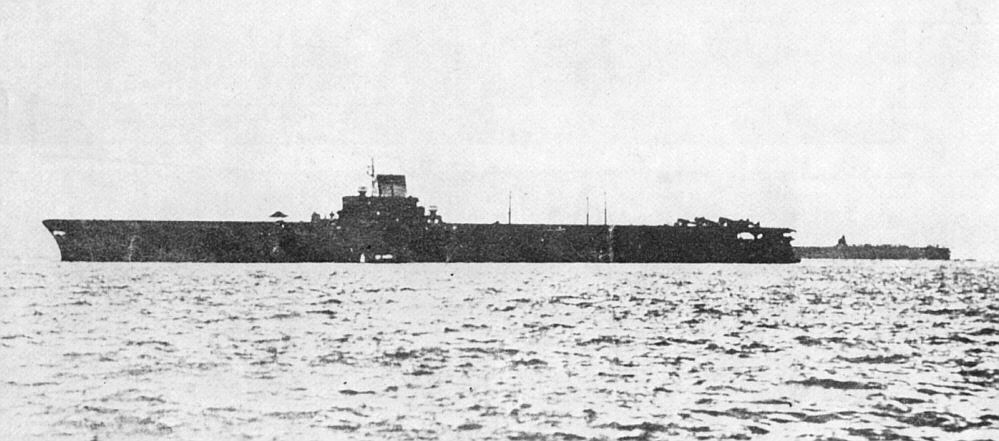
Le Taihō en 1944

Le Taihō est ainsi opérationnel pour la bataille de la mer des Philippines. Il rejoint le Shōkaku et le Zuikaku dans la 1re division. Le 19 juin 1944, les neuf porte-avions japonais engagés dans cette bataille lancent 319 avions répartis en quatre raids. 200 de ces avions seront abattus par les avions américains avant même d'avoir rencontré la flotte ennemie.
Cependant, le sous-marin USS Albacore avait détecté la présence de cette flotte le matin même. Le système de calcul de tir de l'Albacore étant tombé en panne, il est obligé de lancer ses torpilles au jugé. Il lance six torpilles sur le Taihō, alors que décollaient les avions de la deuxième vague. Quatre des six torpilles lancées ratent leur objectif, une cinquième est arrêtée par le sacrifice d'un pilote japonais, le premier maître Sakio Komatsu, qui lance son avion, un D4Y1, sur celle-ci. Mais la sixième atteint le Taihō, bloque un des deux ascenseurs et provoque la rupture des conduites de carburant. Des vapeurs hautement inflammables commencent à se propager, mais la situation reste globalement sous contrôle et l'équipage pensait pouvoir sauver le navire, dont la vitesse est à peine réduite.
Entre-temps, un officier de contrôle de dégâts du Taihō commet l'erreur d'ordonner l'utilisation à pleine puissance du système de ventilation afin d'évacuer du navire les vapeurs de carburant. De plus ordre est donné d'ouvrir les portes internes afin de faciliter la circulation de l'air. Mais contrairement aux intentions de l'équipage, cela a pour effet de répandre les gaz inflammables dans tout le bâtiment, augmentant les risques d'explosion ou d'incendie. Vers 15 h 30, une étincelle provoque une très forte explosion, suivie d'une réaction en chaîne entraînant la perte du bâtiment. Deux heures plus tard, vers 17 h 30, le Taihō sombre, emportant avec lui 660 hommes.